# Berthold Goldschmidt
Berthold Goldschmidt (Hamburg, Alemanya, 18 de gener de 1903 – Londres, Anglaterra, 17 d'octubre de 1996) fou un compositor i director britànic d'origen alemany.
De família jueva, va començar a estudiar música molt aviat, impulsat pels seus pares. Va rebre les primeres classes de piano amb sis anys i començà a compondre ben aviat. Va cursar estudis musicals de composició i direcció d'orquestra al conservatori d'Hamburg i al de Berlín. En aquest últim fou influenciat per la renovació musical promoguda per Alban Berg, Anton Webern i Arnold Schönberg, introductors del dodecafonisme. Va formar part de l'anomenada segona generació de l'Escola Vienesa, amb Paul Hindemith, Kurt Weill i altres artistes en menor mesura com Ernst Krenek i Erich Korngold.

## Biografia
Durant la Primera Guerra Mundial va ser enviat al camp rural per a complir tasques agrícoles en suport a la guerra, ja que encara era massa jove per combatre al front. Allí va ser testimoni del maltractament que rebien els presoners de guerra soviètics que estaven destinats a treballs forçats. Aquesta exposició al racisme i a l'explotació van marcar el seu desenvolupament polític i musical: antifeixista i antiautoritari.
Després de la guerra va començar a estudiar filosofia i historia de l'art a la Universitat d'Hamburg, però no va trigar massa a tornar a la música, traslladant-se a Berlín, a la Universitat de Friedrich Wilhelm per estudiar amb Franz Schreker entre d'altres. En aquest mateix centre guanyà el Premi Mendelssohn per la seva Passacaglia, per orquestra.
Com a músic a la República de Weimar, Goldschmidt va tenir l'oportunitat de participar en l'òpera de moltes maneres: com a espectador, com a conductor i, finalment, com a compositor. Igual que altres compositors reeixits de l'època Berg, Bartók, Xostakóvitx i Janáček, Goldschmidt va ser capaç de crear un nou vocabulari operístic.
Director de l'Òpera de Darmstadt (1927-29), es dedicà intensament a la direcció, treballà també a la Städtische Oper de Berlin.

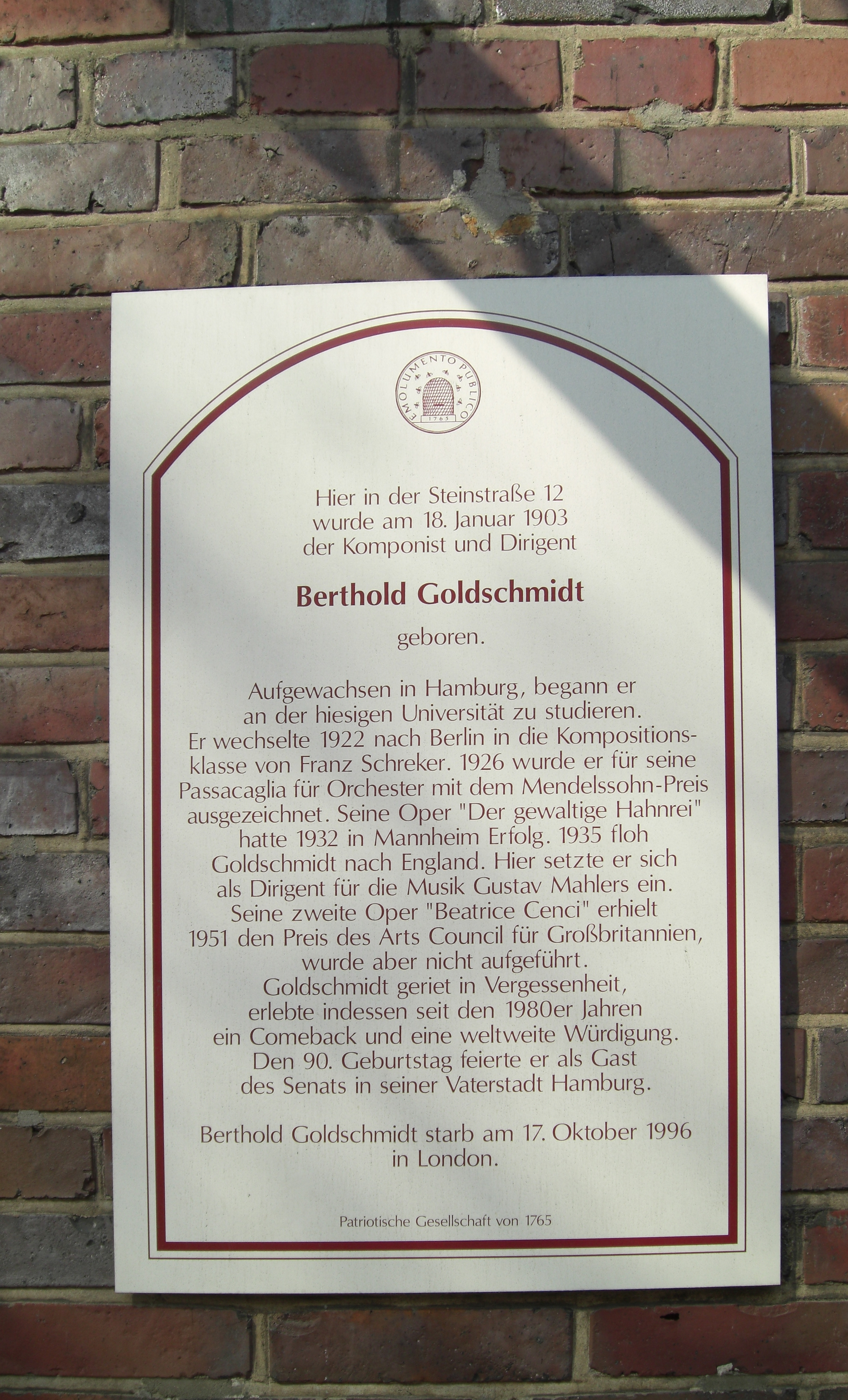
Placa commemorativa. "Sempre hi ha un marc per a les meves composicions, el seu concepte està curosament planificat ... Abans que un escriptor se senti a escriure una novel·la, ha de saber exactament quin serà el contingut principal i el tema de la història. D'aquesta manera, sempre tinc una arquitectura al cap. Quan l'escoltes, pots sentir-la a través de la música ... "- Berthold Goldschmidt

Amb l'ascens del nazisme al poder l'any 1933, la seva obra fou considerada art degenerat, així com la d'altres compositors d'avantguardes citats anteriorment. L'expansió inquisitorial i xenòfoba es propagà immediatament per Alemanya i més endavant per Àustria. Després de l'annexió dels dos països, a tots els sectors de la cultura, hi hagué una ofensiva que fou barrejada amb l'antisemitisme.
Amb aquesta situació, Goldschmidt, donada la seva doble condició de músic degenerat i membre de la comunitat hebrea, optà per sortir d'Alemanya i marxar amb un contracte cap a Leningrad (avui Sant Petersburg), on l'Orquestra Filharmònica d'aquesta mateixa ciutat. Hi restà fins a mitjans de 1935. Retornat a Berlín, constatà el risc que per la seva persona significava romandre en el seu país i decidí exiliar-se immediatament al Regne Unit, on el 1947 adoptà la nacionalitat britànica. En aquells inicis a Anglaterra es dedicà a donar classes d'harmonia i contrapunt a alumnes particulars. A més a més, dirigí diverses formacions orquestrals, entre elles la del Glyndebourne al festival d'Edimburg.
Pel que fa a les seves composicions cal destacar especialment els Quartets de corda, una Xacona simfònica i el polèmic Concert per a violí. Va ser aleshores quan la seva obra gaudia d'una certa difusió. Així, per exemple, el seu ballet Chronica (1938) s'interpretà a la Gran Bretanya, als Estats Units i a diferents països de l'Amèrica del sud.
Paral·lelament a la seva vida professional, l'any 1935 va morir la seva germana, i el seu pare dos anys més tard, els dos estaven a Alemanya. Va aconseguir treure a la seva mare amb vida del país just abans que es desencadenés la guerra. Es va casar al Regne Unit amb una cantant que havia conegut a Berlín. La seva vida familiar el va a marcar molt.
Com que fou un bon músic de parla alemanya i antifeixista, la BBC el va convidar a un programa que retransmetia música prohibida durant l'Alemanya nazi. Hi treballà fins a 1947, any en què es va deixar a Alemanya reconstruir la seva vida musical. L'objectiu d'aquest programa era donar, als alemanys, la possibilitat d'escoltar música que havia estat prohibida durant el nazisme. Gràcies de Goldschmidt, es va retransmetre música de compositors jueus com Mendelssohn i Mahler, i també enregistraments d'artistes com Kreisler i Schnabel que persuadien els alemanys que desafiessin els valors del seu règim.
Els anys 50 van ser potser els anys més prolífics en la carrera de compositor de Goldschmidt, on ressalten tres concerts per a clarinet, violoncel I violí. Tot i així, després de la Segona Guerra Mundial, època en què el panorama musical britànic era dominat per l'atonalisme, Goldschmidt fou vist com un conservador i restà marginat. Tot i que el 1951 guanyà el concurs convocat per l'Art Councial per l'òpera Beatrice Cenci, desanimat, el 1958 abandonà la composició. Encara que a Gran Bretanya no era especialment conegut per la seva tasca de director, la BBC el va convidar a dirigir l'orquestra i es pogué fer un nom dins la direcció.
Oblidat com a compositor, a l'any 1982 reprengué l'activitat i escriví diverses composicions de cambra. L'òpera Beatrice Cenci es va estrenar, finalment l'any 1988. Der gewaltige Hahnrei va obtenir bones crítiques als Estats Units, Suïssa i Alemanya. Les obres escrites entre el 1982 i el 1996 revelen una continuïtat amb les seves preferències estilístiques, així com diverses idees noves.

### Com a escriptor
Berthold Goldschmidt va ser també una personalitat significativa. L'escriptura, memòries i records, són alguns dels registres més valuosos de la vida musical alemanya d'entreguerres. En l'article sobre un dels seus herois, Ferruccio Busoni, podem observar gran virtud en l'escriptura. És memorable pel seu estil senzill i per la riquesa de detalls: des del clima («gris, fred matí») fins a l'aparença de Busoni («que portava un abric gris i fumant un cigarret. No portava barret, i jo estava fascinat per la mirada "artística" del seu cabell platejat i els fins trets de la seva cara».). Moltes de les seves observacions les trobem en un volum publicat en alemany: Berthold Goldschmidt - Compositor und Dirigent: ein Musiker-Leben zwischen Hamburg, Berlín i Londres (Berthold Goldschmidt Compositor i Director: Una vida musical entre Hamburg, Berlín i Londres), de l'any 1994.

## Obres

### Òpera
- Der gewaltige Hahnrei, op. 14 (1929-30). Una tragicomèdia musical en tres actes.
- Beatrice Cenci (1949-50). Òpera en tres actes.

### Obres orquestrals
- Passacaglia op. 4 (1925)
- Obertura: La comedia de errores (1925/28)
- Suite op. 5 (1927)
- Partita op. 9 (1927)
- Der gewaltige Hahnrei: Suite op. 14 bis (1933)
- Marche Militaire op. 20 (1932) per orquestra o banda de vents
- Ciaccona Sinfónica (1936)
- Crònica (1938/58/86)
- Danza Suite polaco (1939-40)
- Suite griego (1940-41)
- Concert per a violí (1952/55)
- Concert per a violoncel (1953)
- Concert per a clarinet (1953-54)
- Intrada (1985) per a orquestra o banda de vents
- Rondeau "Rue du Rocher" para violín y orquesta (1994-95)

### Obres de cambra
- Quartet de cordes núm. 1 op. 8 (1925-26)
- Quartet de cordes núm. 2 (1936)
- Nadala per a trio de cordes (1948)
- Quartet per a clarinet (1982-83)
- Piano Trio (1985)
- Quartet de cordes N º 3 (1988-89)
- Berceuse per a violí i viola (1990)
- Retrospectrum per a trio de cordes (1991)
- Fantasia per a oboè, arpa i violoncel (1991)
- Capriccio per violí solo (1991-92)
- Quartet de cordes N º 4 (1992)
- Diálogo amb Cordelia per a clarinet i violoncel (1993)
- Encore, una meditació agitada per a violí i piano (1993)
- Rondeau "Rue du Rocher" per a violí i piano (1994-95)

### Obres vocals
- Dos cançons Morgenstern op. 27 per veu i piano o cadena trio (1933 arr.1992)
- Tres cançons op. 24 per a soprano i piano (1933-34)
- Dos Salmos op. 34 per alto i orquestra de cordes (1935)
- Der Verflossene. Cabaret Cançó per veu i piano (1942)
- La cançó de Beatrice per a soprano i piano (1949)
- Temp per veu i piano (1943)
- Nicodemo (1948)
- Núvols per a veu i piano o orquestra (1950)
- Cançons de la Mediterrània per a tenor i orquestra (1957-58)
- Les petits adieux pert baríto i orquestra (1994)
- Deux nocturnes per a soprano i orquestra (1995-96)

### Coral
- Letzte kapitel op. 15 (1930-31) per l'orador, cor, percussió i piano
- Belsatzar (1985) per a cor no acompanyats

### Obres per a piano
- Sonata per a piano op. 10 (1926)
- Capriccio op. 11 (1927)
- Marche Militaire op. 20 (1932)
- Variacions sobre una cançó del Pastor Palestina op. 32 (1934)
- Des del Ballet (1938/57)
- Scherzo (1922/58)

Editor principal: Boosey & Hawkes